# Alticinis
Els alticinis (Alticini) són una tribu de coleòpters de la família dels crisomèlids. Algunes espècies són plagues per l'agricultura.

## Descripció
Els adults són crisomèlids molt xicotets o de grandària mitjana. Són similars a altres escarabats que habiten a les fulles, però habitualment tenen les potes posteriors molt allargades, cosa que els permet els sobtats salts que fan quan li'ls /els hi pertorba. Els alticinis també poden moure's amb normalitat i volar. Alguns tenen colors atractius: foscos, brillants i sovint predominen colors metàl·lics.
S'alimenten de les fulles, tiges i pètals. Si el nombre d'individus sobre una planta és elevat, els menuts forats redons que fan en alimentar-se poden unir-se en grans zones danyades. Algunes larves d'aquesta tribu (per exemple, les espècies del gènere Phyllotreta) s'alimenten de les arrels.
En condicions climàtiques adverses (com per exemple, la pluja) alguns alticins cerquen aixopluc en el sòl. Algunes espècies, com puçot i puçot ratllat, prefereixen abandonar els seus amagatalls només durant temps sec i càlid. El nom de puçot prové de veure'ls botant per damunt del sòl.

## Relació antròpica
Molts cultius importants són atacats per aquests escarabats, incloent diverses brassicàcies com la mostassa o la colza. També poden alimentar-se d'algunes plantes ornamentals com ara les gardènies i del gènere Rothmannia per espècies del gènere Altica. Sol donar-se quan l'oratge és sec i assolellat. Les larves són solen nodrir-se de les arrels.
Els alticinis poden ser dissuadits per un divers nombre de plantes de companyes, que poden ser plantades entre les hortalisses de l'hort per tal d'afavorir-les. Per exemple, timó, herba gatera, donzell i altres classes d'aromàtiques que cobreixen l'olor de les plantes properes.
Els raves és una planta esquer d'aquests escarabats, mantenint-los allunyats de conreus més importants. En general, només causen danys lleus a la fulla, sense fer malbé l'arrel i així, aquests escarabats deixen en pau a les plantes adjacents. Existeixen depredadors i parasitoides naturals que mantenen les poblacions controlades, com ara els vespes bracònides i mosques tiquínides que parasiten l'estat larvari per emergir com adults, els quals s'alimenten de pol·len i nèctar a més de pol·linitzar les flors per les que passen. Per tal d'atraure a aquests parasitoides es poden plantar certes plantes entre les verdures com ara apiàcies (alcaravia, fenoll, coriandre, siscla, anet) i flors senzilles com rosella, matricària i centenrama.
Actualment s'està emprant una espècie del gènere Aphthona per a controlar de manera biològica la lletrera de séquia, una adventícia comuna a les nostres terres però que als EUA s'han convertit en un problema, ja que els herbívors l'eviten degut al seu làtex tòxic.

## Taxonomia
- tribu Alticini
  -     - gènere Altica
      - Altica aenescens
      - Altica ampelophaga
      - Altica birmanensis
      - Altica brevicollis
      - Altica caerulescens
      - Altica carinata
      - Altica carinthiaca
      - Altica chalybea
      - Altica cirsicola
      - Altica corni
      - Altica engstroemi
      - Altica ericeti
      - Altica fragariae
      - Altica helianthemi
      - Altica impressicollis
      - Altica koreana
      - Altica litigata
      - Altica longicollis
      - Altica lythri
      - Altica oleracea
      - Altica pagana
      - Altica palustris
      - Altica quercetorum
      - Altica sanguisobae
      - Altica tamaricis
      - Altica tombacina
      - Altica viridicyanea

    - gènere Lysathia
      - Lysathia ludoviciana

    - gènere Aphthona
      - Aphthona cyanella
      - Aphthona cyparissiae
      - Aphthona czwalinae
      - Aphthona euphorbiae
      - Aphthona flava
      - Aphthona lacertosa
      - Aphthona lutescens
      - Aphthona nigriceps
      - Aphthona nigriscutis
      - Aphthona nioniscutis
      - Aphthona nonstriata
      - Aphthona strigosa
      - Aphthona venustula

  - gènere Argopus
    - Argopus bidentatus

  - gènere Batophila
    - Batophila aerata
    - gènere Blepharida
      - Blepharida alternata
      - Blepharida atripennis
      - Blepharida balyi
      - Blepharida conspersa
      - Blepharida flavocostata
      - Blepharida flohri
      - Blepharida gabrielae
      - Blepharida hinchahuevosi
      - Blepharida humeralis
      - Blepharida judithae
      - Blepharida lineata
      - Blepharida melanoptera
      - Blepharida multimaculata
      - Blepharida natalensis
      - Blepharida nigromaculata
      - Blepharida ornata
      - Blepharida pallida
      - Blepharida parallela
      - Blepharida rhois
      - Blepharida schlechtendalii
      - Blepharida sonorstriata
      - Blepharida sparsa
      - Blepharida verdea
      - Blepharida vitata
      - Blepharida xochipala

    - gènere Euplectroscelis
      - Euplectroscelis xanti

    - gènere Podontia
      - Podontia affinis
      - Podontia lutea

    - gènere Procalus
      - Procalus mutans

    - gènere Chaetocnema
      - Chaetocnema basalis
      - Chaetocnema chlorophana
      - Chaetocnema concinna
      - Chaetocnema costulata
      - Chaetocnema hortensis
      - Chaetocnema picipes

    - gènere Chalcoides
      - Chalcoides fulvicornis

    - gènere Crepidodera
      - Crepidodera aurata
      - Crepidodera aurea
      - Crepidodera fulvicornis
      - Crepidodera pluta
      - Crepidodera rhaetica

  - gènere Derocrepis
    - Derocrepis rufipes
    - gènere Dibolia
      - Dibolia borealis
      - Dibolia foersteri

    - gènere Megistops
      - Megistops vandepolli

    - gènere Disonycha
      - Disonycha conjuncta
      - Disonycha xanthomelas

  - gènere Glaucosphaera
    - Glaucosphaera cyanea
    - gènere Hermaeophaga
      - Hermaeophaga mercurialis

    - gènere Orthocrepis
      - Orthocrepis hanoiensis

    - gènere Aedmon
      - Aedmon morissoni

    - gènere Allochroma
    - gènere Homotyphus
      - Homotyphus carinatus

    - gènere Hypolampsis
    - gènere Pseudolampsis
      - Pseudolampsis guttata

  - gènere Neocrepidodera
    - Neocrepidodera ferruginea
    - Neocrepidodera transversa
    - gènere Alagoasa
      - Alagoasa apicalis
      - Alagoasa areata
      - Alagoasa aurora
      - Alagoasa bicolor
      - Alagoasa cruxnigra
      - Alagoasa decemgutatta
      - Alagoasa extrema
      - Alagoasa formosa
      - Alagoasa hogei
      - Alagoasa hypoplysia
      - Alagoasa icteridera
      - Alagoasa libentina
      - Alagoasa limbatipennis
      - Alagoasa lineola
      - Alagoasa nigroscutata
      - Alagoasa petaurista
      - Alagoasa plaumanni
      - Alagoasa scissa

    - gènere Asphaera
      - Asphaera abdominalis
      - Asphaera auripennis
      - Asphaera deleta
      - Asphaera lustrans
      - Asphaera nobilitata
      - Asphaera unicolor

    - gènere Aspicela
      - Aspicela scutata

    - gènere Capraita
      - Capraita clarissa
      - Capraita conspurcatus
      - Capraita maculata
      - Capraita nigrosignata
      - Capraita obsidiana
      - Capraita quercata
      - Capraita sexmaculata

    - gènere Hemipyxis
      - Hemipyxis balyi
      - Hemipyxis plagioderoides

    - gènere Hyphasis
      - Hyphasis indica
      - Hyphasis parvula

    - gènere Kuschelina
      - Kuschelina concinna
      - Kuschelina rugiceps

    - gènere Oedionychus
      - Oedionychus cinctus

    - gènere Omophoita
      - Omophoita equestris
      - Omophoita octoguttata
      - Omophoita personata
      - Omophoita sericella
      - Omophoita sexnotata

    - gènere Paranaita
      - Paranaita bilimbata
      - Paranaita crotchi
      - Paranaita opima

    - gènere Philopona
      - Philopona pseudomouhoti
      - Philopona vernicata
      - Philopona vibex

    - gènere Physodactyla
      - Physodactyla rubiginosa

    - gènere Walterianella
      - Walterianella argentinensis
      - Walterianella biarcuata
      - Walterianella bucki
      - Walterianella fusconottata
      - Walterianella interuptovittata

    - gènere Wanderbiltiana
      - Wanderbiltiana concolor
      - Wanderbiltiana nitida

    - gènere Nisotra
      - Nisotra gemella
      - Nisotra goudoti
      - Nisotra orbiculata

    - gènere Podagrica
      - Podagrica fuscipes
      - Podagrica maculata
      - Podagrica malvae

    - gènere Systena
      - Systena bifasciata
      - Systena blanda

    - gènere Acrocrypta
      - Acrocrypta assamensis

    - gènere Agasicles
      - Agasicles hygrophila

    - gènere Amphimela
    - gènere Aphthonoides
      - Aphthonoides beccarii

    - gènere Aphthonomorpha
      - Aphthonomorpha collaris

    - gènere Apteropeda
      - Apteropeda orbiculata

    - gènere Argopistes
      - Argopistes biplagiatus

    - gènere Arsipoda
      - Arsipoda agalma
      - Arsipoda concolor
      - Arsipoda isola
      - Arsipoda shirleyae
      - Arsipoda variegata
      - Arsipoda yiambiae

    - gènere Asiorestia
      - Asiorestia transversa

    - gènere Bhamoina
      - Bhamoina varipes

    - gènere Cacoscelis
    - gènere Chabria
      - Chabria angulicollis

    - gènere Chabriosoma
    - gènere Clitea
      - Clitea fulva

    - gènere Crimissa
    - gènere Decaria
    - gènere Diamphidia
      - Diamphidia femoralis
      - Diamphidia nigro-ornata
      - Diamphidia vitatipennis

    - gènere Diphaltica
    - gènere Epitrix
      - Epitrix abeillei
      - Epitrix cucumeris
      - Epitrix fasciata
      - Epitrix hirtipennis
      - Epitrix pubescens
      - Epitrix similaris
      - Epitrix subcrinita
      - Epitrix tuberis

    - gènere Euphitrea
      - Euphitrea wallacei

    - gènere Glyptina
      - Glyptina cyanipennis

    - gènere Heikertingerella
    - gènere Hespera
      - Hespera lomasa

    - gènere Hippuriphila
      - Hippuriphila modeeri

    - gènere Ivalia
    - gènere Jacobyana
    - gènere Lactica
    - gènere Lanka
      - Lanka ramakrishnai

    - gènere Laotzeus
    - gènere Longitarsus
      - Longitarsus anchusae
      - Longitarsus atricillus
      - Longitarsus ballotae
      - Longitarsus bedeli
      - Longitarsus brunneus
      - Longitarsus dorsalis
      - Longitarsus exoletus
      - Longitarsus exsoletus
      - Longitarsus flavicornis
      - Longitarsus ibericus
      - Longitarsus luridus
      - Longitarsus membranaceus
      - Longitarsus nigrocillus
      - Longitarsus ochroleucus
      - Longitarsus ordinatus
      - Longitarsus parvulus
      - Longitarsus plantagomarittimus
      - Longitarsus reichei
      - Longitarsus rutilus
      - Longitarsus succineus
      - Longitarsus tabidus

    - gènere Luperaltica
    - gènere Luperomorpha
      - Luperomorpha kurosawai
      - Luperomorpha xanthodera

    - gènere Lypnea
      - Lypnea pubipennis

    - gènere Lythraria
      - Lythraria salicariae

    - gènere Macrohaltica
      - Macrohaltica subplicata

    - gènere Manobia
    - gènere Manobidia
      - Manobidia simplicithorax

    - gènere Nonarthra
      - Nonarthra amamiana
      - Nonarthra bimaculata
      - Nonarthra cyanea
      - Nonarthra formosensis
      - Nonarthra pulchrum
      - Nonarthra tibialis
      - Nonarthra variabilis

    - gènere Notozona
      - Notozona histrionica

    - gènere Novofoudrasia
      - Novofoudrasia regularis

    - gènere Orthaltica
      - Orthaltica copalina

    - gènere Parathrylea
      - Parathrylea septempunctata

    - gènere Pentamesa
      - Pentamesa nigrofasciata

    - gènere Phygasia
      - Phygasia fulvipennis

    - gènere Phygasoma
    - gènere Phyllotreta
      - Phyllotreta atra
      - Phyllotreta consobrina
      - Phyllotreta cruciferae
      - Phyllotreta exclamationis
      - Phyllotreta nemorum
      - Phyllotreta nigripes
      - Phyllotreta nodicornis
      - Phyllotreta ochripes
      - Phyllotreta striolata
      - Phyllotreta tetrastigma
      - Phyllotreta undulata
      - Phyllotreta vittula

    - gènere Physoma
    - gènere Pseudodera
    - gènere Psylliodes
      - Psylliodes affinis
      - Psylliodes brettinghami
      - Psylliodes chalcomerus
      - Psylliodes chrysocephalus
      - Psylliodes crambicola
      - Psylliodes cupreus
      - Psylliodes dulcamarae
      - Psylliodes fusiformis
      - Psylliodes gibbosus
      - Psylliodes gougeleti
      - Psylliodes hispanus
      - Psylliodes hospes
      - Psylliodes laticollis
      - Psylliodes luridipennis
      - Psylliodes luteolus
      - Psylliodes marcidus
      - Psylliodes napi
      - Psylliodes pallidipennis
      - Psylliodes sophiae

    - gènere Sangariola
      - Sangariola fortunei

    - gènere Scelidopsis
    - gènere Sinocrepis
      - Sinocrepis fulva

    - gènere Sphaerometopa
    - gènere Sutrea
    - gènere Syphrea
    - gènere Tegyrius
      - Tegyrius keralaensis

    - gènere Trachyaphthona
      - Trachyaphthona bidentata